# Millennium Challenge Account

Logo US-Millennium Challenge Corporation 2008

Le « Millennium Challenge Account » conduit par la « Millennium Challenge Corporation » est un fonds de développement bilatéral annoncé par l'administration Bush en 2002 et créé en janvier 2004.
Le Millenium Challenge Account (MCA) est un fonds destiné à accélérer la croissance en vue de réduire la pauvreté par le biais de la croissance économique.
La Millennium Challenge Corporation (MCC) est une initiative de l’Administration américaine qui consiste en un partenariat avec les pays qui ont réalisé une certaine performance dans les trois domaines suivants :
- bonne gouvernance dans la gestion des affaires publiques ;
- création d’un environnement favorable à l’initiative privée ;
- et engagement de l’État à faire des investissements importants dans le secteur social.

Le plan conditionne les prêts à l’adoption de politiques économiques favorables à l’investissement, notamment à travers des partenariats public-privé. Il fait également partie, selon Keith Krash, sous-secrétaire d’État américain à la Croissance économique, l’Énergie et l’Environnement, « de la stratégie globale [des États-Unis] d’encerclement de la Chine ».